# ريزارد كاسزورووسكي
ريزارد كاسزورووسكي (بالبولندية: Ryszard Kaczorowski)‏ (و. 1919 – 2010 م) هو رجل دولة، وسياسي من بولندا . ولد في بياويستوك .
توفي في سمولينسك .بسبب حادث تحطم طائرة الرئيس البولندي .